# Oscar Gualdoni
Oscar Ignacio Gualdoni (nacido el 16 de junio de 1973 en Zárate, Buenos Aires, Argentina) es un exfutbolista argentino. Jugaba como guardameta.
Actualmente se dedica a la panadería y a la tarea pastoral.

## Clubes
| Club                  | País      | Año       |
| --------------------- | --------- | --------- |
| Defensores Unidos     | Argentina | 1989-1992 |
| Deportes Puerto Montt | Chile     | 1997-2002 |
| Villa Dálmine         | Argentina | 2003-2007 |